# Wojciech Kęder
Wojciech Roman Kęder (ur. 1953) – polski historyk i watykanista, nauczyciel akademicki.

## Życiorys
W 1977 ukończył studia w Instytucie Historii Uniwersytetu Jagiellońskiego; jego praca magisterska dotyczyła postawy prasy polskiej wobec wojny o niepodległość Stanów Zjednoczonych. Doktoryzował się w 1992 na UJ na podstawie pracy zatytułowanej Jasna Góra wobec przemian politycznych w Rzeczypospolitej w latach 1661–1813 (promotor: prof. Józef Andrzej Gierowski). Stopień doktora habilitowanego uzyskał w 2007 na Akademii Świętokrzyskiej im. Jana Kochanowskiego w Kielcach w oparciu o rozprawę pt. Stolica Apostolska wobec Rzeczypospolitej w okresie konfederacji barskiej 1767–1773.
Objął stanowisko profesora nadzwyczajnego w Instytucie Historii na Wydziale Historii i Dziedzictwa Kulturowego Uniwersytetu Papieskiego Jana Pawła II w Krakowie. W jednostce tej został kierownikiem Katedry Historii Nowożytnej. Do lutego 2013 zatrudniony był na stanowisku profesora nadzwyczajnego w Instytucie Bibliotekoznawstwa i Dziennikarstwa na Wydziale Humanistycznym Uniwersytetu Jana Kochanowskiego w Kielcach. Wcześniej pracował również w Bibliotece Jagiellońskiej i Akademii Polonijnej w Częstochowie.
Specjalizuje się w historii nowożytnej i historii Kościoła katolickiego.

## Wybrane publikacje
- Jasna Góra wobec przemian politycznych w Rzeczypospolitej w latach 1661–1813, Częstochowa 1994.
- Acta Nuntiaturae Polonae. Giovanni Antonio Davia (1696–1700). Vol. 1 (13 II 1696 – 28 XII 1696), Kraków 2004.
- Stolica Apostolska wobec Rzeczypospolitej w okresie konfederacji barskiej 1767–1773, Opole 2006.
- Acta Nuntiaturae Polonae. Nuncjatura Giovanniego Antonio Davii (1696–1700) Vol. 2 (26 VI 1696 – 18 V 1697), Kraków 2010.
- Jasna Góra z błogosławionym Janem Pawłem II. Przewodnik po sanktuarium Matki Bożej Częstochowskiej wraz z zarysem historii sanktuarium, Częstochowa 2011.